# Манола Даргіс
Манола Даргіс або Дарджіс (Manohla Dargis; народ. в 1961 році) — провідна кінокритикиня газети The New York Times.
До 2004 року публікувала свої рецензії в Village Voice та Los Angeles Times. Вона відома своєю пристрастю до європейського авторського кіно (серед улюблених режисерів — Олександр Сокуров) і недовірою до голлівудських блокбастерів. Вкрай негативно ставиться до цинічного абсурдизму братів Коенів і постмодерністського насильства фільмів Тарантіно. У 2004 році рознесла у своєму відгуку мультфільм «Гарфілд», після чого в його сиквелі головний лиходій отримав ім'я лорда Даргіса.

## Найкращі фільми по роках
- 2003 — «21 грам»
- 2004 — «Крихітка на мільйон доларів»
- 2005 — «Виправдана жорстокість»
- 2006 — «Листи з Іводзіми»
- 2007 — «Нафта»
- 2008 — «Безтурботна»
- 2009 — «Ґоммора»
- 2014 — «За лаштунками»
- 2015 — «Вбивця», «Шалений Макс: Дорога гніву»
- 2016 — «Не домашнє кіно»
- 2017 — «Дюнкерк»
- 2018 — «Рома»
- 2019 — «Біль та слава»
- 2020 — «Мартін Іден»
- 2021 — «Сядь за кермо моєї машини»
- 2022 — «Іа»
- 2023 — «Вбивці квіткової повні»